# Ipsibuffonella repens
Ipsibuffonella repens är en mossdjursart som beskrevs av Gordon och Jean-Loup d'Hondt 1997. Ipsibuffonella repens ingår i släktet Ipsibuffonella och familjen Buffonellodidae. Inga underarter finns listade i Catalogue of Life.